# Madona de Michle
La Madona de Michle (en checo: Michelská madona) es una escultura de la Virgen María con el Niño Jesús. El nombre de la imagen, traída desde Brno (República Checa) en 1856, hace referencia a su ubicación (no original) en la iglesia parroquial de Michle, desde donde pasó a formar parte de la colección de la Galería Nacional de Praga tras su adquisición. La talla se atribuye a un escultor anónimo denominado el Maestro de la Madona de Michle, quien probablemente estuvo activo en Brno o Praga durante el segundo tercio del siglo xiv.

## Descripción y contexto
La estatua, de 120 centímetros de altura, está realizada en madera de peral y conserva restos de policromía. La Madona de Michle constituye uno de los ejemplos más destacados del estilo lineal, cuya datación se remonta al segundo cuarto del siglo xiv, estando su origen situado en la República Checa. El estilo de la talla de la Virgen se caracteriza por unos ropajes que se ajustan al torso cilíndrico, trazando pliegues caídos con un carácter decorativo y finamente dibujado, al igual que el velo y el cabello. Las piernas de la figura se hallan en contrapposto, pudiendo distinguirse cuál de ellas es la que soporta el peso del cuerpo. Por su parte, el Niño Jesús reposa sobre el brazo derecho de la Virgen, hacia donde convergen los pliegues verticales y horizontales, enfatizando la unión entre madre e hijo. La posición baja del infante posibilita que la Virgen pueda inclinar aún más su cabeza, haciendo la composición escultórica más cerrada. Pese a que no se conservan las manos del Niño Jesús, resulta evidente que las mismas estaban haciendo el acto de bendecir debido a que la figura se halla girada hacia el espectador en vez de hacia la Virgen.
La concepción formal de la Madona posee muchas similitudes con el estilo lineal característico de la escultura francesa en piedra propia del primer tercio del siglo xiv (por ejemplo la estatua de los cinco apóstoles de la Iglesia de Jacques-aux-Pèlerins o las imágenes yacentes de la tumbas de los reyes de Francia en la Basílica de Saint-Denis), por lo que podría ser plausible que se hubiese producido una influencia artística en el contexto checo a través de Renania. Estas esculturas están tipificadas por la estilización de las formas y por el denso y esquemático plisado lineal de las prendas, presente tanto en figuras de pie como en imágenes sedentes, destacando a su vez la riqueza y los detalles de la decoración, observados y reproducidos con precisión por diversos artistas. Así mismo, las esculturas talladas en madera vinculadas a la Madona de Michle fueron también policromadas, incluyendo el añadido de dorados y estampados.
El distintivo estilo abstracto de las obras del Maestro de la Madona de Michle absorbió gradualmente los impulsos de la pintura sobre tabla contemporánea, más orientada hacia modelos italianos (la cabeza de la Madona de Michle posee un gran parecido con la de la Madonna de Veveří), caracterizados por un gran énfasis en el volumen de las figuras así como por la representación realista de los detalles. El taller del Maestro de la Madona de Michle produjo otras Madonas moravias, como la Madona de Velké Meziříčí, el pequeño Apóstol de Veverská Bitýška, la Madona de Znojmo y la Madona de Prostějov. Las últimas obras adscritas a este taller muestran el abandono del formalismo lineal en favor de un nuevo estilo específico encaminado a lograr un mayor naturalismo.